# Shorea acuminata
Shorea acuminata (tiếng Anh thường gọi là Dark Red Meranti, Light Red Meranti, hoặc Red Lauan) là một loài thực vật thuộc họ Dipterocarpaceae. Đây là loài đặc hữu của Malaysia. Chúng hiện đang bị đe dọa vì mất môi trường sống.